# Ostun
Ostun (en francès Hostun) és un municipi francès situat al departament de la Droma i a la regió d'Alvèrnia-Roine-Alps. L'any 2007 tenia 926 habitants.

## Demografia

### Població
El 2007 la població de fet de Hostun era de 926 persones. Hi havia 350 famílies de les quals 70 eren unipersonals (26 homes vivint sols i 44 dones vivint soles), 118 parelles sense fills, 136 parelles amb fills i 26 famílies monoparentals amb fills.
La població ha evolucionat segons el següent gràfic:
Habitants censats

### Habitatges
El 2007 hi havia 390 habitatges, 355 eren l'habitatge principal de la família, 25 eren segones residències i 9 estaven desocupats. 347 eren cases i 43 eren apartaments. Dels 355 habitatges principals, 267 estaven ocupats pels seus propietaris, 80 estaven llogats i ocupats pels llogaters i 9 estaven cedits a títol gratuït; 3 tenien una cambra, 16 en tenien dues, 52 en tenien tres, 88 en tenien quatre i 196 en tenien cinc o més. 278 habitatges disposaven pel capbaix d'una plaça de pàrquing. A 137 habitatges hi havia un automòbil i a 199 n'hi havia dos o més.

### Piràmide de població
La piràmide de població per edats i sexe el 2009 era:
| Homes | Edats   | Dones |
| ----- | ------- | ----- |
| 0     | 95 o +  | 0     |
| 0     | 90 a 94 | 0     |
| 0     | 85 a 89 | 4     |
| 4     | 80 a 84 | 4     |
| 8     | 75 a 79 | 8     |
| 32    | 70 a 74 | 28    |
| 8     | 65 a 69 | 20    |
| 12    | 60 a 64 | 4     |
| 24    | 55 a 59 | 24    |
| 16    | 50 a 54 | 20    |
| 20    | 45 a 49 | 20    |
| 56    | 40 a 44 | 40    |
| 24    | 35 a 39 | 32    |
| 20    | 30 a 34 | 32    |
| 20    | 25 a 29 | 8     |
| 16    | 20 a 24 | 16    |
| 56    | 15 a 19 | 28    |
| 32    | 10 a 14 | 28    |
| 40    | 5 a 9   | 24    |
| 8     | 0 a 4   | 12    |

## Economia
El 2007 la població en edat de treballar era de 605 persones, 430 eren actives i 175 eren inactives. De les 430 persones actives 403 estaven ocupades (215 homes i 188 dones) i 28 estaven aturades (10 homes i 18 dones). De les 175 persones inactives 63 estaven jubilades, 57 estaven estudiant i 55 estaven classificades com a «altres inactius».

### Ingressos
El 2009 a Hostun hi havia 371 unitats fiscals que integraven 975 persones, la mediana anual d'ingressos fiscals per persona era de 17.782 €.

### Activitats econòmiques
Dels 40 establiments que hi havia el 2007, 1 era d'una empresa extractiva, 2 d'empreses de fabricació d'altres productes industrials, 9 d'empreses de construcció, 9 d'empreses de comerç i reparació d'automòbils, 3 d'empreses de transport, 3 d'empreses d'hostatgeria i restauració, 2 d'empreses financeres, 1 d'una empresa immobiliària, 3 d'empreses de serveis, 3 d'entitats de l'administració pública i 4 d'empreses classificades com a «altres activitats de serveis».
Dels 17 establiments de servei als particulars que hi havia el 2009, 1 era una oficina de correu, 1 funerària, 2 tallers de reparació d'automòbils i de material agrícola, 3 paletes, 1 guixaire pintor, 1 fusteria, 3 lampisteries, 1 electricista, 1 perruqueria, 2 restaurants i 1 saló de bellesa.
L'únic establiment comercial que hi havia el 2009 era una botiga de menys de 120 m².
L'any 2000 a Hostun hi havia 37 explotacions agrícoles que ocupaven un total de 667 hectàrees.

## Equipaments sanitaris i escolars
El 2009 hi havia una escola elemental.

## Poblacions més properes
El següent diagrama mostra les poblacions més properes.